# UMvelinqangi
UMvelinqangi est un mot zoulou qui se traduit par « le plus haut » ou « conscience divine » ; cela est considéré comme la source de tout ce qui a été, qui est et qui sera. 
UMvelinqangi, contrairement à une croyance répandue [réf. nécessaire], n'est pas personnifié. UMvelinqangi est le plus précisément décrit comme la lumière intérieure de la création. 
L'ukukhothama (méditation) était une pratique répandue avant l'occidentalisation dans le clan zoulou. L'ukukhothama était considéré comme un moyen d'atteindre ubunye noMvelinqangi (l'unité avec la conscience divine).